# Feldberger Seenlandschaft
Feldberger Seenlandschaft es un municipio situado en el distrito de Llanura Lacustre Mecklemburguesa, en el estado federado de Mecklemburgo-Pomerania Occidental (Alemania), a una altitud de 100 metros sobre el nivel del mar. Su población a finales de 2016 era de 4500 habs. y su densidad poblacional, 22 hab/km².

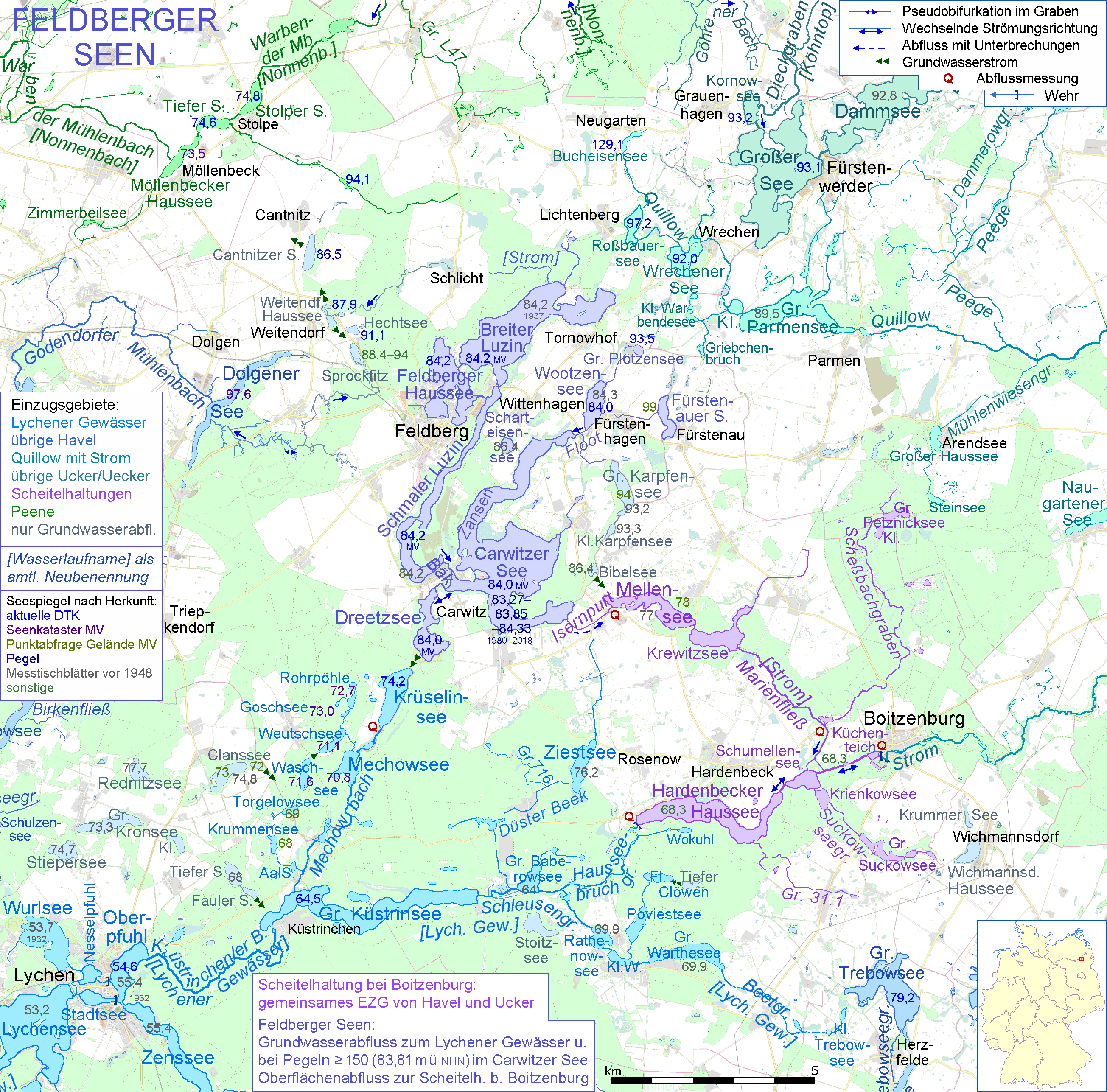
Mapa de los lagos de la región, de los cuales este municipio obtiene su nombre